# イギリス陸軍ライン軍団
イギリス陸軍ライン軍団（イギリスりくぐんラインぐんだん、英語: British Army of the Rhine、BAOR）は、イギリス陸軍の編成の一つ。ドイツ駐留部隊であり、歴史上2回編成された。

## 概要
最初のBAORは、第一次世界大戦後の進駐部隊であった。2度目のBAORは、第二次世界大戦後のものであり、1945年8月25日に編成された。これは第21軍集団を改編したものであり、占領したドイツのイギリス担当地区における軍政を担うものであった。
占領地区の民政移管の後、冷戦が始まると、東側諸国に対する防衛任務が付与された。冷戦期は北大西洋条約機構北部軍集団（NORTHAG）の中核であるイギリス第1軍団の主力を構成していた。
空軍についても同様にドイツ駐留イギリス空軍（Royal Air Force Germany, RAFG）が編成され、在欧アメリカ空軍（United States Air Force in Europe, USAFE）と共に西ドイツに駐屯し、西ドイツ空軍と共に西ドイツの防空および対地攻撃・偵察任務に備えた。
冷戦終結後の1994年に、兵力は削減され在独イギリス軍（British Forces Germany, BFG）に改編されたが、こちらも常駐部隊としては2020年2月に最後の駐留基地をドイツ連邦軍に返還して撤退したが、イギリス陸軍のみドイツに駐留している。